# Celiprolol
Celiprolol, ein Arzneistoff aus der Gruppe der β-Rezeptorenblocker, wird zur Behandlung von Bluthochdruck und koronarer Herzkrankheit eingesetzt.

## Klinische Angaben
Celiprolol ist ein mittellang wirksamer Antagonist an β1-Adrenozeptoren und ein partieller Agonist an β2-Adrenozeptoren, der eine Halbwertszeit von vier bis zwölf Stunden und eine Wirkungsdauer von bis zu einem Tag aufweist. Die Bioverfügbarkeit von Celiprolol beträgt 50 %. Als β2-Adrenozeptoragonist führt Celiprolol aktiv zur Vasodilatation peripherer Gefäße. Die Ausscheidung erfolgt hauptsächlich über die Nieren. Die Anwendung bei Bestehen einer schweren Niereninsuffizienz ist kontraindiziert.

## Sonstige Informationen
Die Besonderheit von Celiprolol und einigen anderen Betablockern (Acebutolol, Oxprenolol und Pindolol) besteht in der intrinsischen sympathomimetischen Aktivität (ISA, siehe Intrinsische Aktivität).

## Handelsnamen
Monopräparate

Selectol (D, A, CH)
Kombinationspräparate

mit Chlorthalidon: Selecturon (A)